# Gaudiosa
Gaudiosa (Astúries, s. VII-VIII) va ser una noble de l'incipient regne d'Astúries, muller del cabdill Pelai, que hom considera el seu primer monarca.
Segons Jaime de Salazar, el seu nom és llatí i indica un origen hispanoromà, malgrat que les dades són poc fiables.
S'hauria casat amb el monarca asturià abans de la batalla de Covadonga (722) i, per tant, hauria estat la mare de Fàfila, successor de Pelai, i d'Ermessenda, muller d'Alfons I. Amb tot, l'evidència de la seva existència és molt feble, atès que només es coneix per una notícia tardana de la seva mort a les interpolacions del segle xii de la Crònica d'Alfons III, on se la cita com a esposa de Pelai. D'aquesta obra derivà l'epitafi que es conserva a l'església de Santa Eulalia d'Abamia (Cangues d'Onís), escrit en caràcters del segle xviii. Segons Antonio C. Floriano la personalitat històrica de Gaudiosa és insostenible.
Es desconeix la data de la seva mort, tot i que la de Pelai se situa l'any 737. Hom considera que ambdós van ser enterrats a l'església de Santa Eulalia d'Abamia, a Cangues d'Onís. Posteriorment, segons Ambrosio de Morales, els dos cossos van ser traslladats a l'església de Santa Maria de Covadonga per part d'Alfons X de Castella.
La data de la seva mort és desconeguda, per bé que la de Pelai se situa el 737. Tradicionalment, es diu que les seves restes van ser enterrades a l'església de Santa Eulàlia d'Abamia, on també va rebre sepultura Pelai, situada a la parròquia d'Abamia (Cangues d'Onís). Al costat de l'epístola hi ha el sepulcre buit que contenia les seves restes, mentre que les del monarca es trobaven al sepulcre al costat de l'evangeli. Posteriorment, segons el cronista Ambrosio de Morales, els dos cossos van ser traslladats a la Santa Cova de Santa Maria de Covadonga per ordre del rei Alfons X de Castella. Amb tot, nombrosos historiadors han qüestionat l'autenticitat del trasllat de les restes del monarca i la seva muller a Covadonga. Les suposades restes, juntament amb la seva filla Ermessenda, es troben en un túmul de pedra, a una cavitat natural de la cova.